# فرمان مخفیانه
فرمان مخفیانه یا فرمان سرپوشیده (لاتین: litterae clausae) نوع سند قانونی است مهر و موم شده است که توسط یک پادشاه یا دولت برای اعطای یک حق انحصاری، نشان یا اعلام وضعیت به یک فرد یا نهاد به صورت مخفیانه و غیرعلنی منتشر می‌شود. فرمانهای مخفیانه طبیعتاً فردی هستند و در گذشته به صورت تاخورده (به صورتی که متن مشخص نباشد) و مهر و موم شده تهیه و ارسال می‌شدند به گونه ای که محتوای آنها توسط گیرنده اصلی خوانده شود.
فرمان سرپوشیده در مقابل فرمان حکومتی علنی قرار دارد که در آن حاکم یا رئیس حکومت فرمانی را به صورت آشکار و قابل مشاهده توسط عموم منتشر می‌کند.
نمونه این نامه‌ها، نامه‌های مخفیانه پاپ است.

## یادداشت
1. ↑  Clanchy از حافظه برای ثبت نوشته شده است p. 91
2. ↑  "The Irish Chancery Rolls | CIRCLE". chancery.tcd.ie. Archived from the original on 11 November 2022. Retrieved 29 June 2024.
3. ↑  S. H. Steinberg, A New Dictionary of British History (London 1963) p. 75
4. ↑  Saul, Nigel (2000). "Government".  In Saul, Nigel (ed.). A Companion to Medieval England 1066–1485. Stroud: Tempus. pp. 115–118 at 116. ISBN 0-7524-2969-8.